# Durchgangsfehler
Als Durchgangsfehler wird in der Astronomie und Geodäsie der unvermeidliche kleine Messfehler bezeichnet, der bei der Beobachtung eines Sterndurchgangs im Gesichtsfeld eines Fernrohrs auftritt.
Solche Messungen finden bis heute vor allem in der Astrogeodäsie statt, etwa bei der Geoidbestimmung (Messung von Lotabweichungen) oder der genauen Orientierung spezieller Vermessungsnetze. Dagegen finden in der Astronomie visuelle Messungen nur noch selten statt; am Passageninstrument sind die Fehlerquellen etwa halb so groß wie an den wesentlich kleineren geodätischen Geräten.
Der Durchgangsfehler ist bei visueller Messung von der Größenordnung einer bis weniger Bogensekunden; seine Anteile hängen von folgenden Einflüssen ab:
1. von der Qualität und Vergrößerung des Teleskops
2. von der Messmethode und der Art der Zeiterfassung
3. von der Erfahrung und der momentanen Ausgeglichenheit des Beobachters
4. von der Sternhelligkeit und (in geringem Ausmaß) der Sternfarbe
5. der Luftunruhe.

Bei elektronischer Messung entfällt der Einfluss von (3), teilweise auch von (2) und (4). Doch bleiben kleine systematische Fehlerquellen enthalten, die unter instrumenteller Fehler zusammengefasst werden.
Insgesamt setzt sich der Messfehler—neuerdings auch Messabweichung genannt—aus zufälligen und systematischen Anteilen zusammen. Die klassische Fachliteratur unterscheidet außerdem zwischen dem Antrittsfehler (Zufallsfehler am einzelnen Messfaden) und einem Zielfehler (v. a. von der Vergrößerung abhängig).
Weitergehende Analysen (z. B. K. Ramsayer, G. Gerstbach) weisen darüber hinaus einen Durchgangsfehler (im engeren Sinn) aus, der sich auch durch Mittelung an mehreren Messfäden (bzw. digitalen Messeinrichtungen) nicht unter einen gewissen Betrag pro Sterndurchgang drücken lässt.
Der Zielfehler einer Einzelmessung liegt an geodätischen Messfernrohren mit etwa 30-facher Vergrößerung bei etwa 1" für erfahrene Beobachter und bei 2-3" für Ungeübte. Dazu kommt ein Zeitfehler, der bei Verwendung von Digitaluhren etwa 0,1 bis 0,3 Sekunden beträgt. Je nach Geschwindigkeit des Sterns im Gesichtsfeld summieren sich die beiden Anteile zu etwa 1-3", lassen sich aber durch Messung an mehreren Fäden im Mittel auf unter 1" verringern.